# Không quân Israel
Không quân Israel là một nhánh không chiến thuộc Lực lượng Phòng vệ Israel (IDF). Lực lượng này được thành lập vào ngày 28 tháng 5 năm 1948, ngay sau Tuyên ngôn Độc lập của Israel. Từ tháng 4 năm 2022, Aluf Tomer Bar giữ chức vụ chỉ huy Không quân.